# Johan van Oldenbarnevelt
Johan van Oldenbarnevelt, nizozemski odvetnik, državnik, *14. september 1547, Amersfoort, †13. maj 1619, Haag.
Van Oldenbarnevelt je po uboju Viljema I. Oranskega, vodje nizozemskega upora proti španski oblasti, prevzel vlogo političnega stratega in kreatorja Republike Nizozemske. V zelo zapletenih političnih okoliščinah mu je uspelo, skupaj z vojaškim poveljnikom, Viljemovim sinom Mavricijem Oranskim, Republiko politično in upravno urediti, jo ozemeljsko zaokrožiti in utrditi ter jo pripeljati do dvanajstletnega premirja s Španijo. Različni pogledi na premirje so kasneje nizozemsko družbo razdelili in dotedanja sodelavca ločili. Mavricij je podprl bojevitejšo stran in razkol izkoristil za prevzem oblasti in juridično usmrtitev Oldenbarnevelta. 

## Vzpon v poklicu in družbi
Van Oldenbarnevelt izhaja iz regentske družine, ki je bila že pred njegovim rojstvom zaradi protihabsburške usmerjenosti umaknjena z vodilnih položajev. V nemirnih letih 1566-70 je študiral na različnih univerzah v tujini (Leuven, Bourges, Heidelberg in morda Padova). V Heidelbergu se je pridužil kalvinistom, čeprav je od vsega začetka imel tudi resne pomisleke do Calvinovega nauka. Leta 1570 se je vrnil v Haag, kjer svojega kalvinizma ni javno kazal. Zaposlil se je v upravnih službah province Holandije. Ena od njegovih strokovnih specialnosti je bilo pravo vodnih (protipoplavnih, izsuševalnih) sistemov.
Ob izbruhu upora proti Španiji leta 1572 je takoj podprl kneza Vijema Oranskega, vodjo upora, in hitro pritegnil njegovo pozornost. Kot strokovnjak za vodne sisteme je bil ob španskem obleganju Leidna poslan (kod eden od komisarjev) nadzorovat prediranje nasipov. Leta 1576 je bil imenovan za stalnega pravnega svetovalca v mestni upravi Rotterdama, na položaj, ki je zagotavljal prisotnost v skupščini province Holandije, kjer se je hitro uveljavil. Sodeloval je pri snovanju temeljnih zakonov utrechtske zveze, predhodnice Republike. Pri tem so se pokazale njegove pogajalske in državniške sposobnosti, ki so bile še kako potrebne za zagotavljanje stabilnosti Holandije v dolgotrajnem osvobodilnem boju. Delo ga je pripeljalo v tesen stik z Viljemom Oranskim, kateremu je bil vdan in ga je odkrito občudoval. Napredoval je s trdim delom in energijo, resnostjo, včasih nepopustljivostjo, manjkali pa so mu okretnost v komuniciranju, šarem in takt njegovega poltičnega vodje.

## Politični strateg in kreator Republike Nizozemske
Marca 1586, dve leti po uboju Viljema Oranskega, je bil imenovan na mesto landsadvocaata v holandski skupščini, mesto, ki je izhajalo še iz burgundskih časov, leta 1572 pa je zelo pridobilo na pomenu. Kot landsadvocaat je kmalu postal vodilna osebnost v skupščini Holandije in glavni govornik v zvezni skupščini (staten-generaal) in izvrševalec politične zapuščine Viljema Oranskega.
Enega od viškov svoje učinkovitosti je dosegel v letu 1588, ko mu je uspelo odvzeti angleški strani vpliv na dogajanja, jo pripraviti do umika, in potem v kratkem času stabilizirati politični položaj v Republiki. Stalna prisotnost v zvezni skupščini mu je omogočala pregled nad diplomatsko korespondenco. Tujina se je nanj obračala kot na zunanjega ministra Republike. Na mesto glavnega vojaškega poveljnika je pripeljal sedemnajstletnega Viljemovega sina Mavricija, ki se je izkazal kot bleščeč vojskovodja, sam pa je v sodelovanju z njim mobiliziral in koordiniral vso razpoložljivo energijo in vire dežele. Zelo pomembna pri tem je bila ustanovitev Nizozemske vzhodnoindijske družbe.
Leta 1606 se je začel pogajati s Španci o miru in priznanju neodvisnosti Republike, za kar pa so Španci postavljali pogoje, ki nikakor niso bili sprejemljivi za nizozemsko družbo. Tako je po treh letih pogajanj prišlo leta 1609 do podpisa dvanajstletnega premirja. Podpis tega dokumenta je bilo prvo posredno priznanje Španije, da Republika Nizozemska sploh obstaja. Čeprav je Oldenbarnevelt ovrgel praktično vse španske zahteve, pa jim je moral obljubiti, da bo za čas premirja zadržal načrtovano ustanovitev Nizozemske zahodnoindijske družbe, s katero je Republika nameravala osvojiti nove kolonije v Ameriki.

## Razkol v družbi in padec Oldenbarneveltovega režima
Triletna pogajanja so razdelila nizozemsko družbo na pristaše miru in drugo stran, ki je zahtevala nadaljevanje bojevanja in osvojitev južne Nizozemske. Med slednjimi so bili pristaši Oranskih, katerim je vojna večala pomembnost, in zagrizeni kalvinisti, od vsega začetka pobudniki bojevanja proti Španiji. Nesoglasja so se razširila tudi na versko-ideološka vprašanja (okrog božje predestinacije), na polemiko med zmernimi arminijanci (imenovanimi tudi remonstranti) in bojevitim protiremonstranti. Slednji so bili prepričani, da je kalvinizem od boga poslano vezivo, ki pomaga držati province skupaj, in da mora zato cerkev imeti možnost vplivati na sestavo civilne uprave. Oldenbarnevelt in večina holandskih regentov, z izjemo regentov Amsterdama, se s tem niso strinjali.
Regenti, ki so bili tedaj na oblasti v Amsterdamu, so Oldenbarneveltu zamerili, da jih je zaustavil pri snovanju Nizozemske zahodnoindijske družbe. Ker pa je bila delegacija Amsterdama ena od dveh najvplivnejših v holandski skupščini, je bilo to za Oldenbarnevelta usodno. V novem ravnotežju političnih moči je Mavricij počasi in previdno, od mesta do mesta, pomagal krepiti politično moč protiremonstrantov, tudi tako, da kot glavni poveljnik vojske ni dovolil, da bi vojska zaščitila prebivalce mest in mestne oblasti pred izgredi protiremonstrantov. V stiski je Oldenbarnevelt avgusta 1617 v holandski skupščini dosegel izglasovanje t. i. hitre resolucije, ki je dovoljevala mestnim upravam, da za zaščito meščanov najamejo svoje vojaške enote. S stališča Mavricija je bilo to kršenje ustave. A še vedno ni ukrepal, pustil je, da so razmere zorele njemu v prid, se osebno udeleževal zasedanj skupščin po provincah in vplival na njihove odločitve. Julija 1618 je v zvezni skupščini pet provinc od sedmih glasovalo za razorožitev mestnih vojaških enot, kar se je tudi zgodilo. 28. avgusta 1618 je zvezna skupščina skrivno pooblastila Mavricija, da aretira Oldenbarnevelta in dva njegova glavna sodelavca (Hugo Grotius, Rombout Hogerbeets).
Mnenja o tem, česa so aretirani krivi in komu odgovorni, so bila deljena. Za to priložnost sestavljeni 24 članski tribunal, v katerem so imeli večino Oldenbarneveltovi politični nasprotniki, je po sedmih mesecih razprav odločil, da province nimajo suverene pravice po svoje urejati cerkvenih vprašanj znotraj svojih meja in da po zakonu nimajo pravice, da same najemajo vojsko. Dejanja obtoženih so bila grožnja obstoju države. 12. maja 1619 so Oldenbarnevelta obsodili na smrt z obglavljenjem, oba sodelavca pa na dosmrtno ječo. Kljub prošnjam pomembnih osebnosti za pomilostitev, tudi francoskega ambasadorja v Haagu, je Mavricij ostal nepopustljiv, češ da razlogi države zahtevajo izvršitev sodbe. Sodba je bila javno izvršena naslednji dan pred zgradbo parlamenta v Haagu. Juridični umor 71 letnega politika, ki je odločilno prispeval k formiranju Nizozemske republike, je najsrhljivejši dogodek v njeni zgodovini.